# Mosquée Jame'-Asr-Hassanil-Bolki
La mosquée Jame'-Asr-Hassanil-Bolki est une mosquée sunnite située à Bandar Seri Begawan, la capitale du Brunei. Il s'agit d'une des deux mosquées nationales, avec la mosquée Omar Ali Saifuddin.

## Historique
Cette mosquée est un waqf de Hassanal Bolkiah, le 29e sultan du Brunei. Sa construction débute en 1988 sur une parcelle d'environ 8,1 ha dans le quartier de Kiarong (en). Elle est inaugurée le 14 juillet 1994 en présence du sultan, qui assiste aux prières du soir et de la nuit, le soir des célébrations de son 48e anniversaire.

## Description
La mosquée peut accueillir jusqu'à 5 000 fidèles, ce qui en fait la plus grande mosquée du pays.
Elle comporte 29 dômes dorés et quatre minarets de 58 m de haut.